# C/2018 O1 (ATLAS)
C/2018 O1 (ATLAS) — короткоперіодична комета типу комети Галлея. Відкрита за допомогою системи телескопів ATLAS 22 липня 2018 року. На момент відкриття мала зоряну величину 18,7m.